# Nikołaj Repnin
Nikołaj Wasiljewicz Repnin (Riepnin), ros. Николай Васильевич Репнин (ur. 11 marca?/22 marca 1734 w Petersburgu, zm. 12 maja?/24 maja 1801 w Rydze) – książę rosyjski, generał-feldmarszałek i dyplomata z rodziny Repninów, generał en chef wojsk rosyjskich na Litwie w czasie powstania kościuszkowskiego 1794 roku, kierownik całej akcji przeciwko powstaniu od 3 maja 1794 roku.
Wnuk feldmarszałka Anikity Repnina, syn Wasilija Repnina, wojskowego, opiekuna cara Piotra III. Od 1762 r. poseł w Prusach, w latach 1764–1768 rosyjski poseł nadzwyczajny i minister pełnomocny w Warszawie i w tym czasie sprawujący faktyczną władzę nad Rzecząpospolitą jako bezpośredni wykonawca woli Katarzyny II.

## Okres do 1764
Wziął udział w wojnie siedmioletniej. W 1762 został mianowany generał-lejtnantem wojsk rosyjskich. W tym roku jako poseł nadzwyczajny i minister pełnomocny rozpoczął rokowania z królem Prus Fryderykiem II. Karierę w dyplomacji zrobił dlatego, że był mężem siostrzenicy ministra rosyjskiego Nikity Panina.
Do Polski wysłano go w listopadzie 1763 roku, ponieważ dotychczasowy tamtejszy poseł rosyjski Herman Karl von Keyserling był już stary i schorowany i nie mógł już wykonywać wielu obowiązków. Jako ambasador w Polsce był przeciwnikiem reform podejmowanych przez obóz królewski, występował przed magnatami i szlachtą jako obrońca wolności. Zyskał przez to wsparcie szlachty w działaniach mających na celu utrudnianie i blokowanie reform podejmowanych przez Stanisława Augusta Poniatowskiego i stronnictwo Czartoryskich. Na sejmie 1766 uniemożliwił ograniczenie liberum veto i przyczynił się do rozwiązania, trwającej od 1764, konfederacji generalnej.
Repnin otrzymał od Katarzyny II specjalne zadanie: miał skłonić posłów, przy pomocy groźby lub obietnicy urzędów bądź jurgieltu (stałej pensji od dworu rosyjskiego), by uchwalili traktat gwarancyjny z Rosją. Ten traktat oznaczał praktycznie koniec suwerenności Rzeczypospolitej. Pod pozorem obrony dysydentów wprowadził do Polski wojska rosyjskie w liczbie 40 000.

## 1764–1769
Inicjator konfederacji innowierczych słuckiej i toruńskiej, później katolickiej konfederacji radomskiej (1767). W obliczu oporu części szlachty, Repnin ułożył nowy plan. Traktat gwarancyjny przegłosuje nie cały Sejm, lecz jego delegaci. Wybrał zdrajców, którzy za rosyjskie pieniądze i za urzędy przyjęli traktat. Posłów i senatorów, którzy najgoręcej protestowali, dotkliwie karano. Wojska rosyjskie plądrowały ich majątki lub je bezprawnie rekwirowały. Na tzw. Sejmie Repninowskim 1767–1768 sterroryzowanym uprowadzeniem przez rosyjskiego posła z Polski przywódców konfederacji radomskiej: biskupa krakowskiego Kajetana Sołtyka, biskupa kijowskiego Józefa Andrzeja Załuskiego, hetmana polnego koronnego Wacława Rzewuskiego i jego syna Seweryna Rzewuskiego (przebywali w Kałudze przez 5 lat) – doprowadził do przegłosowania traktatu (pod pozorem równouprawnienia dysydentów).

## 1769–1801
Zdymisjonowany reskryptem Katarzyny II z 10 kwietnia 1769 roku, w związku z zawiązaniem konfederacji barskiej (1768–1772), przekreślającej jego plan bezkrwawego opanowania Polski przez Rosję. Opuścił Rzeczpospolitą w czerwcu 1769 roku.
Uczestnik wojny rosyjsko-tureckiej w latach 1768–1774 i 1787–1791. Brał udział w bitwie nad Kagułem w 1770. Został odznaczony orderem św. Jerzego II klasy (№ 2). W 1791 dowodził armią rosyjską w bitwie przy Maczyne. Został odznaczony orderem św. Jerzego I klasy (№ 9). W okresie 1775–1776 ambasador w Turcji. W 1793 generał-gubernator w Rydze.
Po wybuchu insurekcji kościuszkowskiej w 1794 był naczelnym dowódcą wojsk rosyjskich walczących z powstańcami, faktycznie dowodził jedynie rosyjską armią na Litwie. W latach 1795–1797 był generał-gubernatorem ziem litewskich wcielonych w wyniku III rozbioru do Rosji. Był autorem tekstu aktu abdykacji podpisanego 25 listopada 1795 w Grodnie przez Stanisława Augusta Poniatowskiego. Został odznaczony Orderem Orła Białego.

## Romans z Izabelą Czartoryską
Armand Louis de Gontaut, książę de Lauzun, przyznawał się w swych Pamiętnikach do romansu z Izabelą Czartoryską. Francuz wspomina o rosyjskim ambasadorze Repninie jako o pokonanym rywalu o jej względy. Czartoryscy chcieli przeszkodzić wydaniu pamiętników w 1822 roku i potem w 1858.